# Stazione di Namaze
La Stazione di Namaze (生瀬駅?, Namaze-eki) è una stazione ferroviaria di Nishinomiya, città della prefettura di Hyōgo in Giappone sulla linea Fukuchiyama e servita dal servizio JR Takarazuka della JR West.

## Servizi ferroviari
West Japan Railway Company
■ Linea JR Takarazuka

## Struttura
La stazione è dotata di due marciapiedi laterali per due binari. In media circolano circa 4 treni all'ora per tutto il giorno, con rinforzi in direzione Osaka la mattina.
| 1 | ■ Linea JR Takarazuka | per Sanda e Fukuchiyama                        |
| 2 | ■ Linea JR Takarazuka | per Takarazuka, Amagasaki, Osaka e Kitashinchi |

## Stazioni adiacenti
| «                                         | Servizio            | »                   |
| Linea JR Takarazuka                       | Linea JR Takarazuka | Linea JR Takarazuka |
| ----------------------------------------- | ------------------- | ------------------- |
| Takarazuka                                | Locale              | Nishinomiya-Najio   |
| Il Rapido e il Rapido Tambaji non fermano |                     |                     |